# Ilja Tiapkin
Ilja Tiapkin (ur. 2 sierpnia 1991 roku w  Karabałcie) – kirgiski lekkoatleta specjalizujący się w maratonie.

## Kariera sportowa
W Pradze 8 maja 2016 roku osiągnął wynik 2:19:19, dzięki któremu otrzymał prawo występu w Letnich Igrzyskach Olimpijskie w 2016 roku - do minimum kwalifikacyjnego brakowało mu 19 sekund, jednakże Federacja Lekkoatletyczna postanowiła pozwolić mu na start. W czasie Igrzysk osiągnął wynik 2:23:19 i zajął 86. miejsce.
13 maja 2017 roku zajął pierwsze miejsce w szóstej edycji maratonu Run the Silk Road z czasem 2:35:26. Podczas igrzysk azjatyckich w 2018 roku z czasem 2:32:06 zdobył jedenaste miejsce.

## Rezultaty
| Rok  | Impreza                      | Miejsce        | Konkurencja      | Pozycja     | Wynik    |
| ---- | ---------------------------- | -------------- | ---------------- | ----------- | -------- |
| 2015 | Mistrzostwa Azji             | Wuhan          | bieg na 10 000 m | 5. miejsce  | 31:14,67 |
| 2015 | Uniwersjada                  | Gwangju        | półmaraton       | 12. miejsce | 1:08:24  |
| 2016 | Igrzyska olimpijskie         | Rio de Janeiro | maraton          | 85. miejsce | 2:23:19  |
| 2017 | Mistrzostwa Azji w maratonie | Dongguan       | maraton          | 8. miejsce  | 2:19:28  |
| 2018 | Igrzyska azjatyckie          | Dżakarta       | maraton          | 11. miejsce | 2:32:06  |
| 2019 | Mistrzostwa Azji w maratonie | Dongguan       | maraton          | 8. miejsce  | 2:26:19  |

## Rekordy życiowe
- Bieg na 10 000 metrów – 31:14.67 (6 czerwca 2015, Wuhan)
- Półmaraton – 1:07:15 (21 kwietnia 2018, Duszanbe)
- Maraton – 2:18:27 (7 kwietnia 2019, Hannover)
- Bieg na 3000 metrów w hali – 8:47.48 (14 stycznia 2022, Biszkek)